# Леттьери, Аль
Альфре́до (Аль) Леттьери (24 февраля 1928, Нью-Йорк, США) — 18 октября 1975, там же) — американский киноактёр. Наиболее известен по ролям мафиози и других отрицательных персонажей в ряде известных гангстерских фильмов 1970-х, таких как «Побег», «Крёстный отец», «Маккью» и «Мистер Маджестик».
Cкончался в 1975 году от сердечного приступа в возрасте 47 лет.

## Избранная фильмография
| Год  |   | Русское название    | Оригинальное название          | Роль                     |
| ---- | - | ------------------- | ------------------------------ | ------------------------ |
| 1967 | ф | Бобо                | The Bobo                       | Эухенио Гомес            |
| 1968 | ф | Ночь следующего дня | The Night Of The Following Day | Аль (пилот)              |
| 1972 | ф | Чтиво               | Pulp                           | Миллер                   |
| 1972 | ф | Крёстный отец       | The Godfather                  | Вёрджил «Турок» Соллоццо |
| 1972 | ф | Побег               | The Getaway                    | Руди Батлер              |
| 1974 | ф | Мистер Маджестик    | Mr. Majestyk                   | Фрэнк Ренда              |
| 1974 | ф | Маккью              | McQ                            | Мэнни Сантьяго           |